# Benito Juárez (Juárez de Abajo)
Benito Juárez, conegut comunament com «Juárez de Abajo», és un petit poblat del nord-oest municipi de Nou Ideal, en l'estat de Durango.
Està situat a 22 quilòmetres de la capçalera municipal, en els límits dels municipis de Nuevo Ideal i Santiago Papasquiaro.
El clima és temperat amb pluges a l'estiu i hivern. A principis de cada any sol nevar en la serra situada al nord-est del ejido on es troba la localitat. L'última nevada en la localitat va ser el 10 de març del 2016.
La confessió de fe de major pràctica és el catolicisme, encara que es poden trobar també unes altres de la branca cristiana.
En la comunitat actualment existeixen tres planters escolars que permeten a la població accedir a educació bàsica, la qual cosa deriva que la tassa d'alfabetització sigui de més del 97 % de la població.